# Großer Unfrieden
Als Großer Unfrieden, schwedisch stora ofreden, finnisch isoviha (wörtlich „großer Zorn/Hass“), wird in der schwedischen und finnischen Geschichtsschreibung die Zeit der russischen Besatzung Finnlands von 1714 bis 1721, also während des Großen Nordischen Kriegs, bezeichnet.
Während dieser Besatzungszeit wurde Finnland von russischen Militärs regiert. Widerstandsbewegungen entflammten in Form von Partisanenkämpfen. Als Antwort auf diese Entwicklung zwangen die russischen Befehlshaber die einheimische Landbevölkerung zu hohen Reparationszahlungen. Die Zeit ist insgesamt von Plünderung und Verschleppung in die Sklaverei nach Russland gekennzeichnet. Mehrere Zehntausend Finnen wurden als Zwangsarbeiter nach Russland deportiert; nur wenige von ihnen kehrten zurück. Der Großteil des finnischen Klerus und des Adels floh nach Schweden. Schätzungsweise 60.000 Finnen wurden in dieser Zeit getötet oder verschleppt. Die Besatzung endete mit dem Frieden von Nystad 1721, in dem Schweden die Provinzen Schwedisch-Estland, Schwedisch-Livland, Schwedisch-Ingermanland und den südöstlichen Teil Finnlands an Russland abtrat.
Dem „Großen Unfrieden“ steht der „Kleine Unfriede“ gegenüber, wie in der Geschichtsschreibung die neuerliche, aber vergleichsweise glimpflich verlaufene Besatzung Finnlands im Russisch-Schwedischen Krieg von 1741–1743 bezeichnet wird.